# 양강중학교
양강중학교(陽江中學校)는 대한민국 서울특별시 양천구 신월동에 있는 공립 중학교이다.

## 학교 연혁
- 1986년 2월 17일 : 양강중학교 36학급 설립 인가
- 1987년 3월 1일 : 초대 김창국 교장 취임
- 1987년 3월 3일 : 제1회 입학식 (833명)
- 1987년 5월 7일 : 개교식
- 1990년 2월 14일 : 제1회 졸업식 (833명)
- 2007년 12월 28일 : 해가람관 준공
- 2011년 8월 24일 : 학생식당 및 특별실 준공
- 2015년 2월 6일 : 제26회 졸업식 (총 462명, 누적 15,516명 졸업)
- 2023년 12월 29일 : 제35회 졸업 (294명)
- 2024년 3월 1일 : 제14대 위광현 교장 취임
- 2024년 3월 4일 : 제38회 입학 (273명)

## 참고 자료
- 양강중학교 - 한국교육학술정보원 학교알리미